# Aurora Clavel
Aurora Clavel Gallardo (Oaxaca, 14. kolovoza 1936. – Ciudad de México, 19. svibnja 2025.) bila je meksička glumica koja je glumila u mnogim filmovima i telenovelama.
Njezina vjerojatno najpoznatija uloga je ona stare sluškinje, mame Lupe, u seriji Ukleta Mariana.